# Социалистическа република Македония
Социалистическа република Македония (на македонска литературна норма: Социјалистичка Република Македонија), съкратено СР Македония и СРМ, е република в състава на бившата Социалистическа федеративна република Югославия. След СР Черна гора тя е най-бедната югославска република.
След промяната на политическата система на парламентарна демокрация през 1990 г., Републиката сменя името си на Република Македония през 1991 г. и с началото на разпадането на Югославия декларира своята пълна независимост на 8 септември 1991 г.

## История
Югославската македонска държавност възниква първоначално под името Демократична федерална Македония на 2 август 1944 година, на първото заседание на АСНОМ.
Между 1944 – 1948 г., под покровителството на Коминтерна, Тито и Сталин, и с одобрението на новата българска комунистическа власт в лицето на Георги Димитров, новосъздадените македонски държавни власти подготвят учители и книги, които са изпратени в НР България, за да разгърнат съвместно с БКП заплануваното мероприятие по умишлена македонизация на Пиринско, целяща последващо предаване на въпросните земи от страна на НР България на ФНР Югославия като евентуална стъпка към по-широка Балканска федеративна република. Този план пропада след 1948 г., когато настъпва разрив в отношенията между Сталин и югославския министър-председател Тито.
През 1946 година страната променя официалното си име на Народна република Македония. Тя е една от шестте републики на федерална Югославия. Много хора обаче са против Югославия, други искат по-голяма независимост, което води до тяхното преследване. Една от най-известните жертви на тези преследвания е първият председател на Република Македония Методи Андонов-Ченто. През 1963 година името е сменено на Социалистическа република Македония.

## Глави на институции[6]

### Президенти на АСНОМ
- Методи Андонов-Ченто
- Лазар Колишевски

### Председатели на президиума на парламента
- Методи Андонов-Ченто (15 април 1945 – 15 март 1946)
- Димитър Несторов (15 март – 17 април 1946), временно изпълняващ длъжността
- Богоя Фотев (17 април 1946 – 4 януари 1951)
- Видое Смилевски (4 януари – 15 октомври 1951)
- Страхил Гигов (15 октомври 1951 – 2 февруари 1953)
- Лазар Колишевски

### Председатели на парламента
- Димитър Стоянов-Мире (2 февруари – 19 декември 1953)
- Лазар Колишевски (19 декември 1953 – 26 юни 1962)
- Люпчо Арсов (26 юни 1962 – 24 юни 1963)
- Видое Смилевски (25 юни 1963 – 12 май 1967)
- Мито Хадживасилев (12 май 1967 – 1 август 1968)
- Златко Биляновски (1 август – 23 септември 1968), временно изпълняващ длъжността
- Никола Минчев (23 септември 1968 – 8 май 1974)

## Председател на Председателството на CPM
- Видое Смилевски (8 май 1974 – 9 септември 1979)
- Люпчо Арсов (9 септември 1979 – 28 април 1982), временно изпълняващ длъжността до 30 септември
- Ангел Чемерски (28 април 1982 – 4 май 1983)
- Благоя Талески (4 май 1983 – 3 май 1984)
- Томе Буклески (3 май 1984 – 26 април 1985)
- Ванчо Апостолски (26 април 1985 – 28 април 1986)
- Матея Матевски (28 април – 30 април 1986), временно изпълняващ длъжността
- Драголюб Ставрев (30 април 1986 – 28 април 1988)
- Йездимир Богдански (28 април 1988 – 28 април 1990)
- Владимир Митков (28 април 1990 – 27 януари 1991)

### Министър-председатели
- Лазар Колишевски (16 април 1945 – 19 декември 1953)
- Любчо Арсов (19 декември 1953 – 25 юни 1963)
- Александър Гърличков (25 юни 1963 – 11 май 1965)
- Никола Минчев (11 май 1965 – 24 септември 1968)
- Ксенте Богоев (24 септември 1968 – 8 май 1974)
- Благой Попов (8 май 1974 – 28 април 1982)
- Драголюб Ставрев (28 април 1982 – 28 април 1986)
- Глигорие Гоговски (28 април 1986 – 20 март 1991)